# Sampati

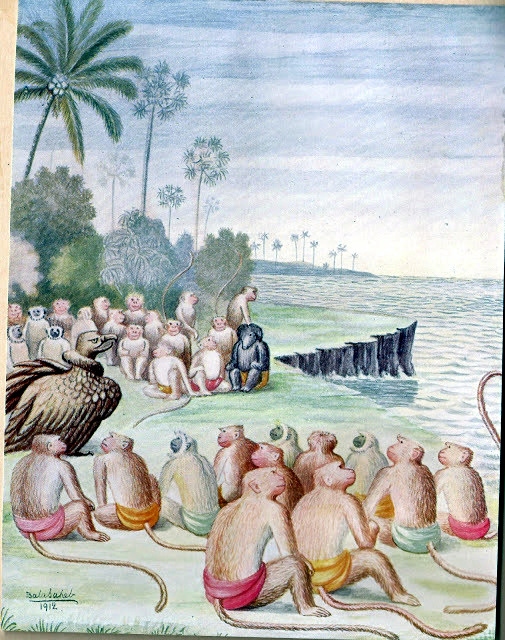
Épisode du Ramayana : Les Vanaras (singes) rencontrent Sampati au bord de l'Océan Indien. Il leur annonce avoir vu le démon Ravana emporter Sîtâ au-delà des flots. Peinture de, 1916.

Sampati (sanskrit : सम्पाति Sampāti, indonésien : Sempati, thaï : Nok Sampathi ou Nok Sumpatee, tamoul : Campati, malais : Dasampani) est un oiseau fantastique de la mythologie hindoue, frère de Jatayu et fils de Garuda (ou Aruna). Il perdit l'usage de ses ailes en voulant protéger son frère qui volait trop près du Soleil.